# Rhinoliparis barbulifer
Rhinoliparis barbulifer és una espècie de peix pertanyent a la família dels lipàrids.

## Descripció
- Fa 8,8 cm de llargària màxima.
- Nombre de vèrtebres: 68.
- Aleta caudal molt prima.[5][6][7]

## Hàbitat
És un peix marí i batidemersal que viu entre 28 i 2.189 m de fondària.

## Distribució geogràfica
Es troba al Pacífic nord: el mar d'Okhotsk i des del nord de Honshu i Hokkaido fins a les illes Kurils, el sud-est de Kamtxatka, les illes del Comandant, l'est de les illes Aleutianes i el sud de Califòrnia (els Estats Units).

## Observacions
És inofensiu per als humans.